# Ludmilla Meijler-Sochnenko
Ludmilla Meijler-Sochnenko is een damster die geboren en opgegroeid is in Minsk, Wit-Rusland. Ze werd wereldkampioene bij de vrouwen in 1979.

## Begin van haar dam-carrière
Zij is vrij laat, pas op veertienjarige leeftijd begonnen met dammen. Negen jaar later, in 1979, werd zij wereldkampioen. Andere keren dat ze aan het wereldkampioenschap meegedaan heeft is ze als tweede geëindigd (1980 en 1981), en in 1977 derde. Het kampioenschap dammen voor vrouwen van de Sovjet Unie heeft ze 1 keer gewonnen, namelijk in 1979. In 1977 en 1982 werd ze tweede.
In die tijd was ze behoorlijk fanatiek, en trainde voor een toernooi dagelijks vijf tot zes uur of langer. Michael Kats is haar trainer geweest. Behalve Ludmilla Sochnenko heeft deze ook de (voormalige) wereldkampioenes Zoja Golubeva en Elena Altsjoel onder zijn hoede gehad.

## Neergang van haar dam-carrière
In 1985 deed ze voor het laatst mee met het kampioenschap dammen voor vrouwen van de Sovjet-Unie. Ze eindigde teleurstellend als 14e van de 16 deelneemsters. Dit was al het gevolg van de grote inspanningen die zij voor haar studie psychiatrie nodig had.
Nadat ze haar studie voltooid had, besloot ze vervolgens om al haar aandacht te leggen in haar werk, het wetenschappelijk onderzoek in haar vak. Dit had tot gevolg dat ze vijf jaar lang nauwelijks meer een damsteen aanraakte.

## Einde van haar dam-carrière
Ludmilla Meijler-Sochnenko is getrouwd met een Nederlander, en woont sinds 1990 in Nederland. Haar beroep kon ze in Nederland in het begin niet uitoefenen zonder een goede beheersing van het Nederlands. Zodoende heeft zij toch nog een poging gedaan om het dammen weer op te pakken. Zo heeft zij een aantal keren meegedaan met de finale van het Nederlands kampioenschap dammen vrouwen, in 1991, in 1992 en in 1994. Hier is ze niet verder gekomen dan een derde plaats in 1992.

## Trivia
Ze heeft een aantal cd's met instrumentale muziek uitgebracht, onder andere "Семейный альбом / Familie album" en "Грезы / Dagdromen".